# 内堀雅雄
内堀 雅雄（うちぼり まさお、1964年〈昭和39年〉3月26日 - ）は、日本の政治家、自治・総務官僚。福島県知事（公選第20代・21代・22代）、復興庁復興推進委員会委員、会津鉄道取締役会長。元福島県副知事。無所属。

## 来歴
長野県長野市生まれ。長野県長野高等学校卒業後、上京し東京大学に入学。1986年（昭和61年）、東京大学経済学部を卒業し、自治省に入省した。本省勤務の他、大蔵省（現：財務省）や福井県、佐賀県への出向も経験する。2001年（平成13年）、中央省庁再編により総務省が新設され、自治財政局地方債課理事官。同年より福島県へ出向し、生活環境部長や企画調整部長を経て、2006年（平成18年）12月より福島県副知事。2007年（平成19年）6月より第三セクターの会津鉄道で代表権を持つ副社長に就任。

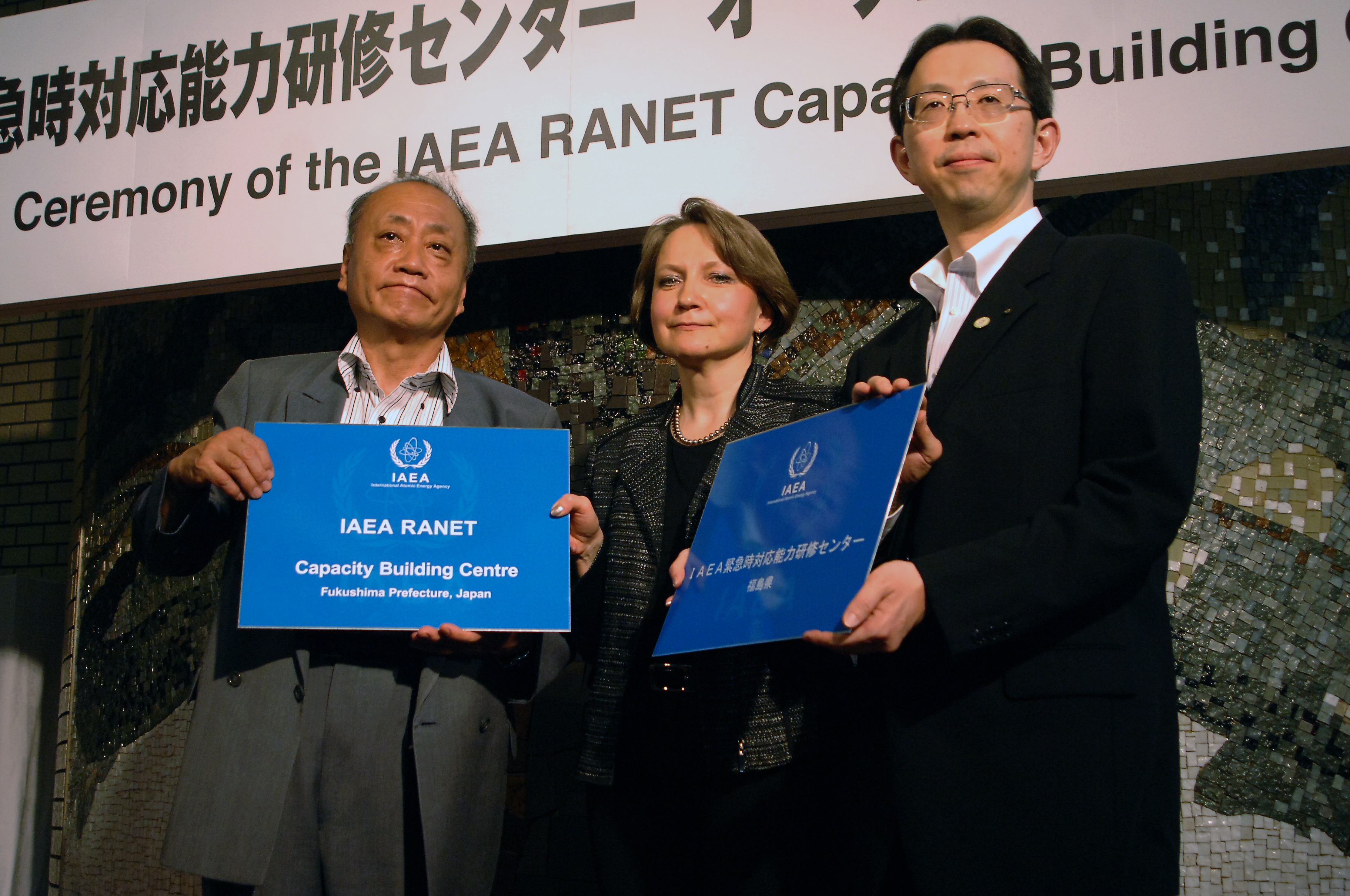
2013年5月27日
国際原子力機関緊急時対応能力研修センターにて特命全権大使（科学技術協力担当）丸尾眞（左）、国際原子力機関事故・緊急センターセンター長エレナ・ブグロバ（中央）、内堀

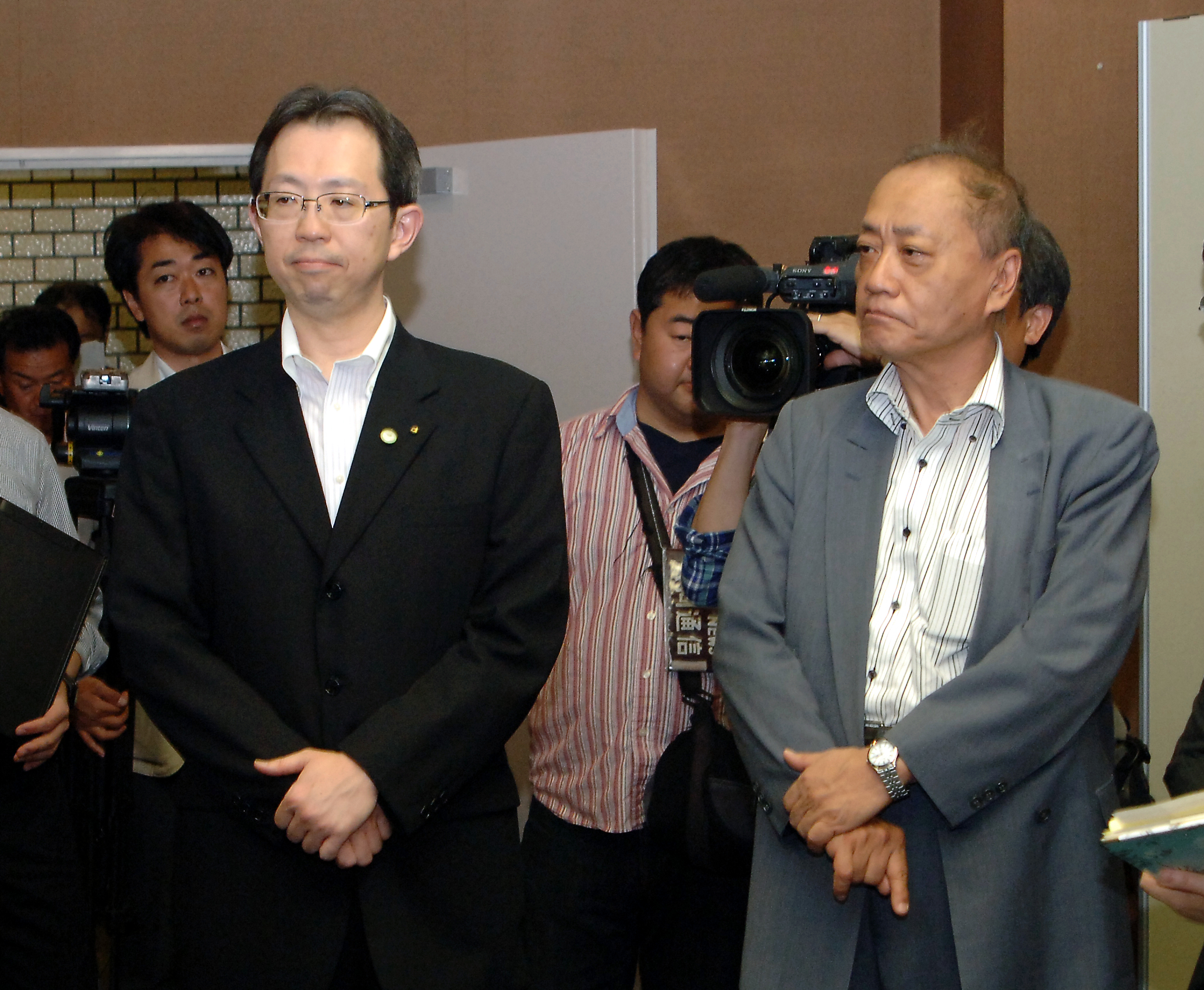
2013年5月27日、
国際原子力機関緊急時対応能力研修センターにて特命全権大使（科学技術協力担当）丸尾眞（右）、内堀

副知事在任中の2011年（平成23年）3月11日に東北地方太平洋沖地震が発生し、東日本大震災及び福島第一原子力発電所事故への対応にあたる。3月11日夜、福島第一原子力発電所の所在地である双葉郡双葉町・大熊町及び富岡町、楢葉町を回り、そのまま福島第一原子力発電所オフサイトセンター（双葉郡大熊町）から、通信施設の機能がダウンした中で唯一確保できた衛星電話を通じ、原発事故の状況を福島県庁に伝え続けた。その後、連続して原子炉内で水素爆発が発生し、放射線量が上昇する中での復旧作業の過酷さを目の当たりにした。
2014年（平成26年）9月4日、福島県知事の佐藤雄平が、同年10月26日に執行される福島県知事選挙への不出馬を表明。佐藤の不出馬を受け、9月11日に副知事を辞任した上で福島市で記者会見を開き、「佐藤県政の継承」を掲げて福島県知事選に立候補する意向を正式に表明した。内堀の出馬表明に先立ち、民主党は9月9日に、海江田万里代表（当時）が内堀を支持する方針を明言。また自由民主党は、福島県連が元日本銀行福島支店長の鉢村健を擁立する方針を掲げていたが、9月9日に内堀を支援する方針を固め、内堀の出馬表明の後、鉢村が出馬を撤回した。
2014年（平成26年）10月26日投開票の福島県知事選挙には自民・民主・公明・社民4党の支援を受けた内堀の他、日本共産党・新党改革の支援を受けた元宮古市長の熊坂義裕、元双葉町長の井戸川克隆ら6人が出馬したが、内堀が次点の熊坂に約37万票の大差をつけ、初当選した。
2018年（平成30年）6月21日、10月28日投開票予定の福島県知事選挙に再選を目指し立候補することを表明した。選挙の結果、再選。
2019年（平成31年）2月24日に国立劇場で政府主催により開催された「天皇陛下御在位三十年記念式典」に出席し、川口順子（元参議院議員、元外相、元環境相）とともに国民代表の辞を述べた。
2022年（令和4年）10月30日投開票の福島県知事選挙に立候補し、三選を果たす。

## 年譜
- 1964年（昭和39年）3月26日 - 長野県長野市にて出生。
- 1982年（昭和57年）3月 - 長野県長野高等学校卒業。
- 1986年（昭和61年）3月 - 東京大学経済学部卒業。
  - 4月 - 自治省入省、行政局行政課事務官、佐賀県総務部地方課主事。
- 1987年（昭和62年） - 佐賀県総務部財政課主事。
- 1988年（昭和63年） - 消防庁消防課事務官。
- 1989年（平成元年） - 自治省財政局財政課事務官。
- 1990年（平成2年） - 自治省財政局財政課主査。
- 1992年（平成4年） - 福井県県民生活部地域振興課課長。
- 1993年（平成5年） - 福井県総務部財政課課長。
- 1996年（平成8年） - 大蔵省主計局法規課課長補佐。
- 1998年（平成10年） - 自治省行政局振興課課長補佐。
- 1999年（平成11年） - 自治省財政局地方債課課長補佐。
- 2001年（平成13年） - 総務省自治財政局地方債課理事官、福島県生活環境部次長。
- 2002年（平成14年） - 福島県生活環境部長。
- 2004年（平成16年） - 福島県企画調整部長。
- 2006年（平成18年） - 福島県副知事。
- 2007年（平成19年） - 会津鉄道株式会社代表取締役副社長。
- 2014年（平成26年）
  - 9月 - 福島県副知事を辞任。
  - 10月24日 - 福島県知事選挙に無所属（自民・民主・公明・社民支援）で出馬し、初当選。
- 2018年（平成30年）10月28日 - 福島県知事に再選。

## 人物
- 身長180cm。
- 趣味はスポーツ観戦、音楽鑑賞[3]。音楽好きの母の影響で、エレクトーンやヴァイオリンを習う音楽少年だった。
- 合気道3段の段位を有し、東大在学中は体育会合気道部に所属していた。
- お笑いが好きで、お笑いコンビのサンドウィッチマンからは「M-1で審査員をやっても的確なコメントを出せる」と評された[14]。

## その他
旧統一教会集会出席、当初否定のち訂正

2018年の2度目の知事選挙の際、支援者からの要請で旧統一教会の集会にて演説した。当初、出席を否定したものの、後援者からの指摘でその後、訂正した。
県名の改名を否定
2021年、星野リゾートCEOの星野佳路が「福島県」の県名変更を提案したことに対し、「『福島県』として、復興・創生していくことが何よりも重要」「ネガティブなイメージをポジティブに変えていくことが我々の復興・創生そのもの」と述べ、提案を一蹴した。
新型コロナウイルス感染症ワクチン早期接種呼びかけるも、自身は3か月延長して感染
2022年5月、自ら県民に対し、新型コロナウイルス感染症ワクチンの3回目早期接種を呼びかけていたにもかかわらず、自身は2022年2月接種の予定を公務多忙を理由に3か月も延長を発表、同年5月16日夜に福島市内の飲食店で4人で会食し、同年5月22日に新型コロナウイルス感染症への罹患が確認された（当日は福島県独自の「子どもの感染拡大防止重点対策」発令初日）。そのため、同年5月24日にJヴィレッジで県が開催した「日本創生のための将来世代応援知事同盟サミット」には鈴木正晃副知事が代理で出席した。同月30日より公務に復帰した。

## 論文
- CiNii収録論文 国立情報学研究所

## 出演

### ラジオ
- 「2011年夏 ラジオ・チャリティー・ミュージックソン スペシャル」ラジオ福島、2011年（平成23年）。